# Josep Maria Loperena i Jené
Josep Maria Loperena i Jené (Alguaire, Segrià, 1938 - 8 de gener de 2021) fou un advocat, director escènic, escriptor i crític català. Durant els anys seixanta i setanta va treballar com a director escènic. Posteriorment va exercir com a advocat defensant diversos col·lectius del sector cultural. Com a escriptor, el 2004 va rebre el premi Joaquim Amat-Piniella amb la novel·la La casa del fanalet vermell.

## Biografia
Era fill de Josep Maria Loperena i Abelló nascut a Reus i Carme Jené i Egea. El seu avi Josep Loperena i Romà, nascut a Girona, era notari i advocat. I el seu besavi Francisco Loperena Nieva nascut a Eugui, Navarra. Va estudiar les carreres de Filosofia i Lletres i Dret en la Universitat de Barcelona, i va ser director de teatre en les dècades dels seixanta i setanta del segle passat. Va presidir, durant cinc anys, la Comissió de Defensa dels Drets Humans del Col·legi d'Advocats de Barcelona. En representació de 14.500 actors de tot l'Estat espanyol, va interposar una querella davant el Tribunal Penal Internacional contra, l'aleshores, president del govern José Mª Aznar per la intervenció espanyola a la guerra de l'Iraq. Va intervenir, també, en altres processos destacats, com els casos Scala, l'assalt a la caserna de Berga, La Torna o el cas de Lluís Llach contra Felipe González per incompliment de compromís electoral, a més de diversos processos en defensa d'escriptors, periodistes i independentistes catalans davant l'Audiència Nacional.
Va publicar diversos llibres de Dret, assajos sobre teatre i el llibre Memorias de los otros, una crónica muy personal de los últimos cincuenta años, (2004), elaborada a partir de materials de jutjats, records familiars i cròniques de l'època. Les seves següents obres van ser El circo de la justicia. Bufonada de toga y otras gentes de mal vivir (Flor del Viento, 2006), El circo de la política. Esperpento de politiqueros y otros próceres de quita y pon (Flor del Viento, 2008) i El circo de los corruptos.
Pocs anys després va publicar El poder desnudo (Octaedro, 2012), una crítica a la Casa Reial espanyola i El abuso del poder. Com a novel·lista va publicar: La casa del fanalet vermell (Columna, 2004) amb la qual va obtenir el IV Premi Joaquim Amat-Piniella, Ulls de falcó (Columna, 2006) i L'espia del violí (Efados, 2020). També va col·laborar en diversos diaris, com El País, El Mundo i El Periódico de Catalunya, com a comentarista d'opinió, crític literari, teatral, polític i judicial i ha participat com a tertulià al programa Els Matins (TV3).

## Director escènic
Selecció de muntatges
- 1963. La alegría de vivir, original d'Alfonso Paso, estrenada al Teatre Candilejas, Barcelona.[8]
- 1964. El baúl de los disfraces, original de Jaume Salom i Vidal, estrenada al Teatre Windsor de Barcelona.
- 1965. Epitafio para un soñador de Adolfo Prego' estrenada al Teatro Español de Madrid.
- 1966. Cara de Plata de Valle Inclan estrenada en el Teatro Infanta Beatriz, Madrid.
- 1966. Entre nosotros, original de Pedro Laín Entralgo, estrenada al Teatre Windsor,Barcelona.
- 1966. Un tal señor Blot, original de Pierre Daninos, representada al Teatre Poliorama de Barcelona.
- 1967. La ópera de tres centavos de Bertolt Brecht estrenada al Teatre Poliorama de Barcelona.[9][10]
- 1968. La casa de las chivas, original de Jaume Salom, estrenada al Teatre Moratín de Barcelona.
- 1970. El décimo hombre, original de Paddy Chayefsky, estrenada al Teatre Calderón (Barcelona - Ronda Sant Antoni).
- 1971. El rehén de Brendam Beham estrenada al Teatro de las Bellas Artes, Madrid.
- 1971. Viaje en un trapecio, original de Jaume Salom, estrenada al Teatre Moratín de Barcelona.
- 1971. Pedro de Urdemalas de Miguel de Cervantes estrenada al Teatre Calderón (Barcelona - Ronda Sant Antoni) i Teatro Español, Madrid.